# Brunellia colombiana
Brunellia colombiana är en tvåhjärtbladig växtart som beskrevs av José Cuatrecasas. Brunellia colombiana ingår i släktet Brunellia och familjen Brunelliaceae. Inga underarter finns listade i Catalogue of Life.